# Olgierd Pożerski
Olgierd Pożerski (ur. 8 grudnia 1880 w Kursku, zm. 23 sierpnia 1930 w Leśnej) – generał brygady Wojska Polskiego, kawaler Orderu Virtuti Militari.

## Życiorys
Był synem Władysława Leona Pożerskiego h. Pomian (1852–1924), majora wojsk rosyjskich i Łucji z Misiewiczów. Był starszym bratem Mieczysława (1884–1941), pułkownika dyplomowanego kawalerii Wojska Polskiego.
Ukończył szkołę kadetów w Połocku i uzyskał maturę w 1898. Następnie ukończył oficerską Michajłowską Szkołę Artylerii w Petersburgu i uzyskał w sierpniu 1900 stopień podporucznika. Od 1901 pełnił zawodową służbę w Armii Imperium Rosyjskiego. Był oficerem artylerii. Uczestnik wojny rosyjsko-japońskiej 1904–1905 i I wojny światowej na froncie niemieckim.
Od listopada 1918 w Wojsku Polskim, początkowo w Komisji do Opracowania Planów Organizacji Artylerii. Z dniem 28 listopada 1918 mianowany został dowódcą Twierdzy Zegrze i jednocześnie w Komisji Organizacyjno-Kwalifikacyjnej Artylerii. 15 maja 1919 został mianowany dowódcą VIII Brygady Artylerii. Czasowo pełnił również obowiązki dowódcy XVI Brygady Piechoty. Styczeń – marzec 1920 dowódca artylerii Grupy Operacyjnej gen. Józefa Lasockiego, kwiecień – maj 1920 inspektor wyszkolenia artylerii 1 Armii, maj – czerwiec 1920 dowódca artylerii Grupy Operacyjnej gen. J. Lasockiego, czerwiec – lipiec 1920 dowódca 8 Dywizji Piechoty, lipiec – sierpień 1920 dowódca artylerii Grupy Operacyjnej pułkownika Stanisława Burhardta-Bukackiego. W bitwie o Warszawę – sierpień 1920 dowódca artylerii odcinka Ząbki. Od sierpnia 1920 do stycznia 1921 dowodził 8 Dywizją Piechoty.
W styczniu 1921 objął stanowisko szefa artylerii i uzbrojenia Dowództwa Okręgu Korpusu Nr I w Warszawie. 3 maja 1922 został zweryfikowany w stopniu pułkownika ze starszeństwem z dniem 1 czerwca 1919 i 18. lokatą w korpusie oficerów artylerii. Od 15 listopada 1923 do 15 sierpnia 1924 był słuchaczem I Kursu w Centrum Wyższych Studiów Wojskowych w Warszawie. 31 marca 1924 Prezydent RP Stanisław Wojciechowski na wniosek Ministra Spraw Wojskowych, generała dywizji Władysława Sikorskiego awansował go na generała brygady ze starszeństwem z dniem 1 lipca 1923 i 17. lokatą w korpusie generałów.
Z dniem 1 października 1924 został mianowany dowódcą 18 Dywizji Piechoty w Łomży. 1 lipca 1925 został wyznaczony na stanowisko komendanta Obozu Warownego „Wilno”. Po przeformowaniu dowództwa objął w nim stanowisko dowódcy Obszaru Warownego „Wilno”. 3 listopada 1926 Prezydent RP mianował go dowódcą 20 Dywizji Piechoty w Baranowiczach. Od października 1926 pełnił obowiązki dowódcy Obszaru Warownego „Wilno”, a następnie dowódcy 20 Dywizji Piechoty łączył z funkcją generała inspekcjonującego. 30 września 1926 zostały mu przydzielone pod względem inspekcji wielkie jednostki i oddziały stacjonujące na terenie Okręgu Korpusu Nr IX, w tym 9 Dywizja Piechoty i 9 Samodzielna Brygada Kawalerii. W 1927 ukończył kurs doskonalący dla wyższych dowódców w Wersalu. Zmarł 23 sierpnia 1930 w Obozie Ćwiczeń Leśna k. Baranowicz. 27 sierpnia 1930 został pochowany na cmentarzu Bernardyńskim w Wilnie.
30 września 1930 Prezydent Rzeczypospolitej Ignacy Mościcki nadał mu pośmiertnie z dniem 1 września 1930 stopień generała dywizji.
Bohater licznych anegdot i historyjek. Autor studiów wojskowo-historycznych i taktyki artylerii oraz wspomnień:
- Notatki artylerzysty z wojny światowej 1914–1917 roku:
  - cz. I, Przygotowanie się do wojny. Mobilizacja. Forteca Grodno, Przegląd Artyleryjski nr 4-5, Warszawa kwiecień-maj 1925 roku, s. 139–142,
  - cz. II, Marsz do Prus Wschodnich, Przegląd Artyleryjski nr 6, Warszawa czerwiec 1925 roku, s. 183–187,
  - cz. III, Przegląd Artyleryjski nr 7-8, Warszawa lipiec-sierpień 1925 roku, s. 237–242,
  - cz. IV, Bój pod Mariampolem. Pokłosie Prus Wschodnich. Wycofanie się za Niemen i powtórny marsz do Prus Wschodnich, Przegląd Artyleryjski nr 9, Warszawa wrzesień 1925 roku, s. 307–310,
  - cz. V, Bitwa pod Warszawą i pościg za Niemcami, Przegląd Artyleryjski nr 10, Warszawa październik 1925 roku, s. 363–367,
  - cz. VI, Okres formowania się i wypoczynku, Przegląd Artyleryjski nr 11-12, Warszawa listopad-grudzień 1925 roku, s. 412–416,
  - cz. VII, Na rzece Pilicy. Odwrót, Przegląd Artyleryjski nr 2-3, Warszawa luty-marzec 1926 roku, s. 220–237.
- Artyleria towarzysząca, Przegląd Artyleryjski nr 4-5, Warszawa kwiecień-maj 1925 roku, s. 119–121.
- VIII Brygada Artylerii w bitwie pod Warszawą 1920 roku, Przegląd Artyleryjski nr 1, Warszawa styczeń 1926 roku, s. 48–54.
- Zasady użycia artylerii, Przegląd Artyleryjski nr 12, Warszawa grudzień 1927 roku, s. 818–821.

## Awanse
- podporucznik (Подпоручик) – 1900
- porucznik (Поручик) – 1903
- sztabskapitan (Штабс-Капитан) – 1907
- kapitan (Капитан) – 1915
- pułkownik (Полковник) – 1917
- generał brygady – 31 marca 1924 ze starszeństwem z dniem 1 lipca 1923 i 17. lokatą (w 1924 – 15. lokata, a w 1928 – 8. lokata)
- generał dywizji – 1 września 1930 pośmiertnie

## Ordery i odznaczenia
- Krzyż Srebrny Orderu Wojskowego Virtuti Militari (26 marca 1921)[16]
- Krzyż Komandorski Orderu Odrodzenia Polski (10 listopada 1928)[17][18]
- Krzyż Walecznych (czterokrotnie)[19][20]
- Złoty Krzyż Zasługi (17 marca 1930)[21]
- Krzyż Komandorski Orderu Gwiazdy Rumunii (Rumunia, zezwolenie 1923)[4][22]
- Order Św. Anny z Mieczami II, III i IV kl. (Imperium Rosyjskie)[4]
- Order Św. Stanisława z Mieczami II i III kl. (Imperium Rosyjskie)[4]
- Order Św. Włodzimierza z Mieczami III i IV kl. (Imperium Rosyjskie)[4]